# Potentilla psychrophila
Potentilla psychrophila är en rosväxtart som beskrevs av Soják. Potentilla psychrophila ingår i Fingerörtssläktet som ingår i familjen rosväxter. Inga underarter finns listade i Catalogue of Life.